# Намюрська цитадель
Намюрська цитадель (фр. Citadelle de Namur; нід. Citadel van Namen) — фортеця у столиці Валлонії місті Намюр, у місці злиття річок Самбр і Маас. Вона походить з римської епохи, але кілька разів перебудовувалася. Її нинішню форму розробив Менно ван Когорн і вдосконалив Вобан після облоги 1692 року. Вона була класифікована як спадщина Валлонії. Її найвища точка розташована на висоті 190 метрів. Разом із Дінаном, Юї та Льєжем Намюрська цитадель є частиною так званих Цитаделей Маасу.

Первісна фортеця датується 937 роком. Свого теперішнього масштабу вона досягла між 1631 і 1675 роками, коли місто перебувало під контролем Республіки Об'єднаних провінцій Нідерландів. Цю частину назвали «Терра Нова», щоб відрізнити її від меншого форту Медіана, побудованого поруч у 1542 році та наступних роках. У XVIII столітті були побудовані різноманітні допоміжні позиції. Вона була ліквідована як військовий пост у 1891 році, замінена новим кільцем фортів навколо Намюра, які були розраховані на те, щоб запобігти артилерійському обстрілу міста. Це кільце стало укріпленою позицією Намюра в 1930-х роках, а цитадель використовувалася як її захищений командний пункт.

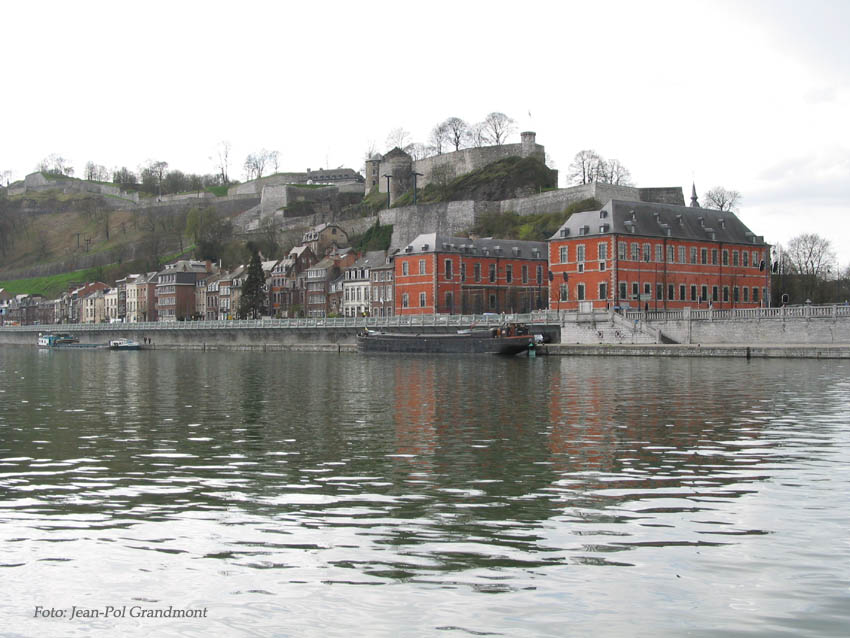
Намюр, Маас,парламент Валлонії та цитадель
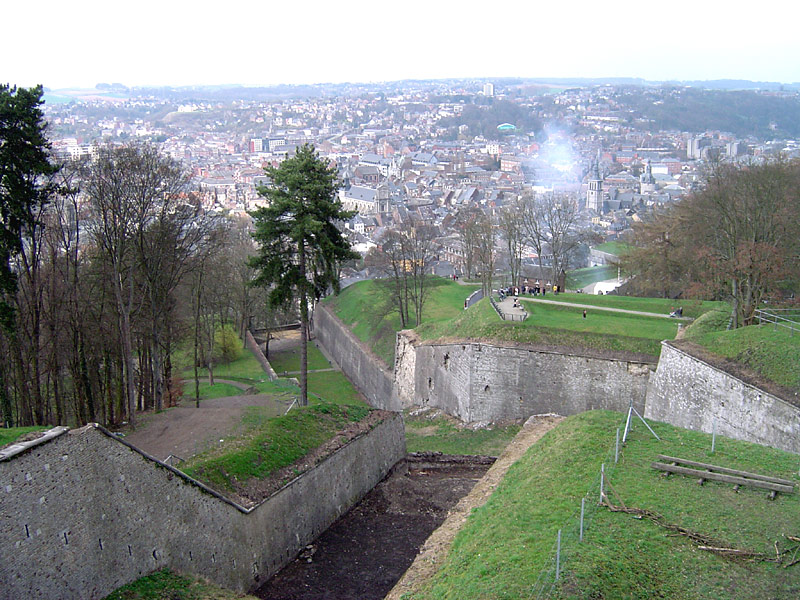
Цитадель Намюр
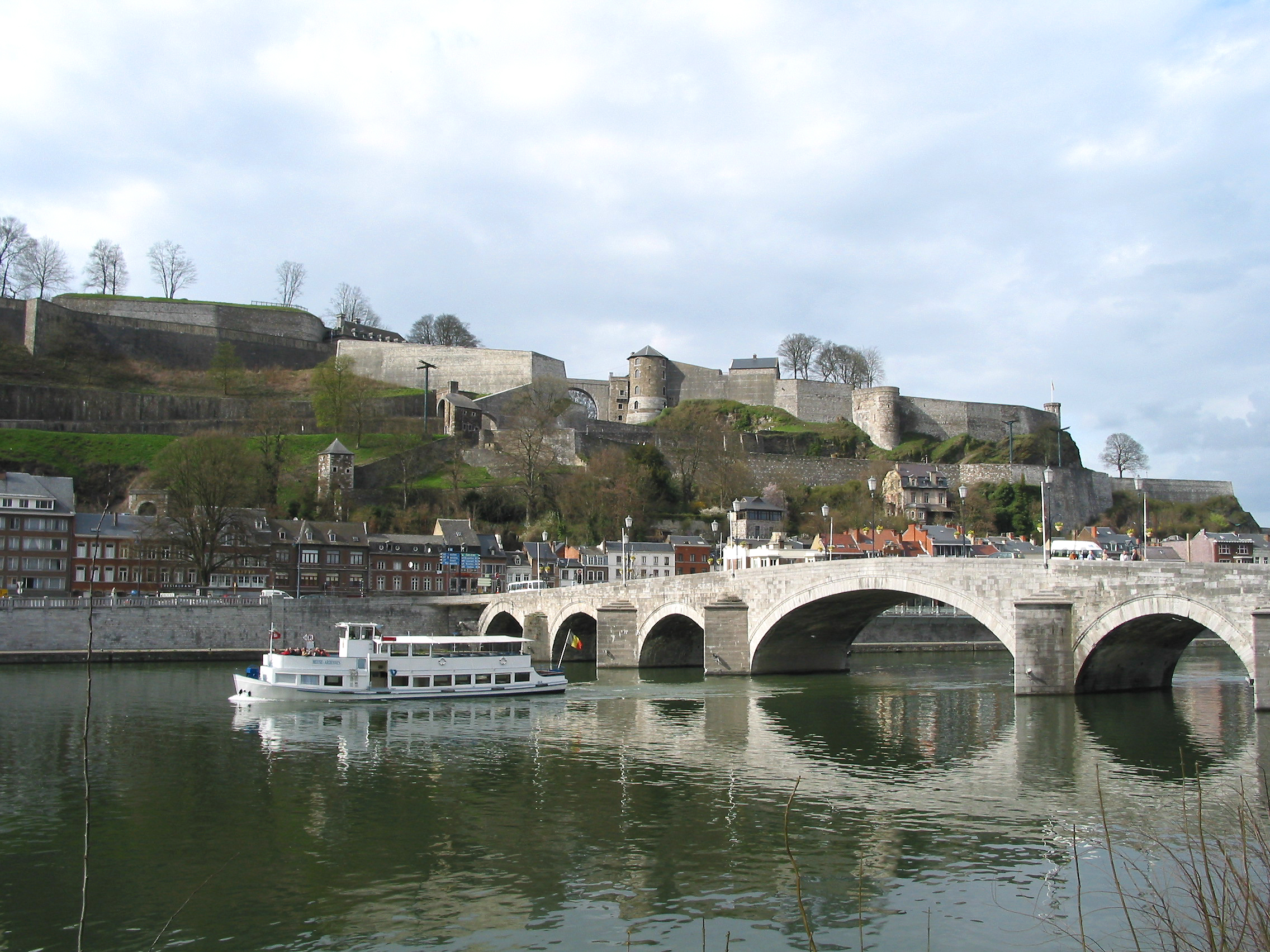
Міст Джамбес через Маас, перед цитаделлю